# Surferosa
Surferosa är ett norskt "electrotrash"-band som bildades år 2000. Deras sångerska heter Mariann Thomassen och är berömd för sin speciella klädstil som den svenska designern och stylisten Josefin Johansson står för. Bandets namn kommer från en skiva av Pixies som kom ut 1988. Mariann säger att namnet inte betyder något särskilt för bandet, även om de alltid har älskat Pixies. De ville ha någonting som såg snyggt ut på skivomslagen och som inte betydde något särskilt. Surferosa vann bandtävlingen Zoom Urørt 2001, där priset var inspelning av ett album och en turné i Norge och England 2002.
Deras debut-EP kom ut år 2002. Bandets sång "Royal Uniform" från albumet The Force är med på soundtracket till computer/video-spelet FIFA 07 utgivet av EA Sports.
Surferosa deltog i Norsk Melodi Grand Prix 2009 med låten "U Look Good". Bandet upplöstes 2009.

## Medlemmar
Senaste medlemmar
- Mariann Rosa (Mariann Thomassen) – sång,  synthesizer (2000–2009)
- Andy (Andreas Orheim) – keyboard (2000–2009)
- Kjetil (Kjetil Wevling) – gitarr (2000–2009)
- Ziggy (Sigurd Løvik) – basgitarr (2001–2009)
- Henrik Gustavsen – trummor (2007–2009)

Tidigare medlemmar
- Jan Roger Sletta – trummor (2000–2007)
- Erlend Foss – gitarr (2001–2003)

## Diskografi
Studioalbum
- 2003: Shanghai my Heart
- 2005: The Force
- 2008: The Beat on the Street

EP
- 2002: Neon Kommando
- 2002: To Russia with Love
- 2003: Neon Commando

Singlar
- 2004: "Lucky Lipstick"
- 2004: "Saturday Night"
- 2004: "Satin Con Blonde"
- 2007: "The Future"
- 2008: "Open Your Eyes"
- 2009: "U Look Good"

Promo
- 2004: Olympia
- 2005: Impulsive (Did I)
- 2005: Royal Uniform